# The Meaning of Love
«The Meaning of Love» és el segon senzill de A Broken Frame, àlbum de la banda britànica Depeche Mode, i va ser llançat el 26 d'abril de 1982.
Existeix una versió coneguda com a "Fairly Odd Mix" lleugerament diferent de l'original. La cara-B del senzill fou "Oberkorn (It's a Small Town)", una cançó instrumental atmosfèrica escrita per Martin Gore que van utilitzar com a intro en els concerts de la gira A Broken Frame Tour. També van editar una versió més llarga coneguda com a "Development Mix". El videoclip del senzill fou dirigit per Julien Temple però no fou inclòs en la compilació de videoclips Some Great Videos perquè no va acabar de convèncer els membres del grup.

## Llista de cançons
7": Mute/7Mute22 (Regne Unit)
1. "The Meaning Of Love" – 3:05
2. "Oberkorn (It's A Small Town)" – 4:07

12": Mute/12Mute22 (Regne Unit)
1. "The Meaning Of Love (Fairly Odd Mix)" – 4:59
2. "Oberkorn (It's A Small Town) (Development Mix)" – 7:37

 CD: Mute/CDMute22 (Regne Unit 1991) i Sire / Reprise 40293-2 (Estats Units, 1991 i 2004)
1. "The Meaning Of Love" – 3:05
2. "Oberkorn (It's A Small Town)" – 4:07
3. "The Meaning Of Love (Fairly Odd Mix)" – 4:59
4. "Oberkorn (It's A Small Town) (Development Mix)" – 7:37